# Clint Eastwood (canción)
«Clint Eastwood» es el primer sencillo debut escrito por Damon Albarn, grabado y publicado por la banda virtual Gorillaz, lanzado al mercado el 5 de marzo de 2001.
Es una mezcla de  rock alternativo, rap y sampleos de la banda sonora de la película El bueno, el feo y el malo compuesta por Ennio Morricone, donde aparece Clint Eastwood. El rap, interpretado por Del Tha Funkee Homosapien, es retratado como un fantasma azul en el video musical, mientras que el coro lo canta Damon Albarn (2-D en el video).
Alcanzó el nº 4 en el UK Singles Chart y el 57 en Billboard Hot 100.

## Vídeo musical
El vídeo se inicia con una pantalla negra y el logo de Gorillaz se escribe en grafiti con un mensaje diciendo: "Every dead body that is not exterminated, gets up and kills. The people it kills, get up and kill" (que significa "Todo cuerpo muerto que no es exterminado, se levanta y mata. La gente que mata [el cuerpo] se levanta y mata"), un fragmento de la película Dawn Of the Dead, en japonés e inglés, aunque fue omitido en algunos países. Comienza cuando la banda toca en un lugar blanco y vacío y la gorra de Russell se eleva sola y aparece Del Tha Funkee Homosapien, y comienza a rapear mientras Noodle y Murdoc ven sorprendidos que el suelo aparece resquebrajado y emergen unos gorilas zombis de color azul que les empiezan a perseguir. También aparecen torres, columnas y tumbas, el cielo se torna nublado y llueve, pero esto no evita que 2-D siga cantando su estribillo, que dice: "I ain't happy, I'm feeling glad. I got sunshine, in a bag. I'm useless, but not for long. The future is coming on" ("No estoy feliz, me siento alegre. Tengo la luz del sol en una bolsa. Soy inútil, pero no por mucho tiempo. El futuro está viniendo").[cita requerida] Los gorilas que persiguen a Murdoc, que estaba huyendo mientras tanto, bailan como en el vídeo de Michael Jackson, "Thriller", mientras el que parece el líder de estos mira fijamente a Murdoc y viceversa, hasta que un rayo le pega a Murdoc y lo tumba. Al final, Noodle golpea a uno de los gorilas y le derriba. Entonces, los gorilas se quedan quietos mientras se van desintegrando por la luz del sol. Antes de que los gorilas se desvanezcan, Del entra de nuevo en la cabeza de Russell, que seguía tocando de manera aparentemente inconsciente. La gorra cae sobre su cabeza, en un ángulo extraño, y Russel se despierta, desconcertado. La música termina, el sol aparece y se oyen cantos de pájaros mientras la cámara ofrece una panorámica del grupo en el cementerio. Luego aparecen los nombres de los integrantes y sus imágenes en el video [cita requerida].

## Lista de canciones
- CD sencillo

1. «Clint Eastwood» (Original Mix Edit) - 3:44
2. «Clint Eastwood» (Ed Case Remix) - 3:42
3. «Dracula» - 4:44
4. «Clint Eastwood» (Enhanced Video) - 4:25

- Vinilo de 12"

1. «Clint Eastwood» - 5:55
2. «Clint Eastwood» (Ed Case Remix) - 3:42
3. «Clint Eastwood» (Phi Life Cypher Version) - 4:54

- Casete

1. «Clint Eastwood» (Álbum Versión) - 5:40
2. «Clint Eastwood» (Ed Case/Sweetie Irie Remix) - 3:42
3. «Dracula» - 4:44

## Cultura popular
- La canción fue utilizada en episodios de The Morning Show, Daria, Smallville, The Andy Milonakis Show, Ángel, Dark Angel, Murphy's Law y Walker, Texas Ranger, y en la secuencia principal de la película Fair Game.
- Luke Ski grabó una parodia de esta canción llamada «Jon Archer», acerca de la ciencia ficción serie de televisión Star Trek: Enterprise (título de la parodia de referencias de personajes y el capitán de la nave estelar titular principal de la serie).
- Se escucha en el video de YouTube para el episodio de One Tree Hill, «You've Dug Your Own Grave, Now Lie in It» durante la escena de persecución donde niñera Carrie persigue a Jamie Scott a través de un campo de maíz junto con Haley James Scott.
- Trey Anastasio hizo un cover de la canción en su álbum de 2012 Traveler. También se ha presentado la canción en vivo con el Trey Anastasio Band.
- Aparece en la banda sonora del videojuego NBA 2K14.
- El instrumental de esta canción fue usado en un mash up realizado por Mick Borja junto al rapero Smoke como preview de sus respectivos mix-tapes.
- En la película Trolls de DreamWorks Animation (2016), los bertenos habitantes de Bergen Town cantan al unísono el verso "I ain't happy, I'm feeling glad. I got sunshine, in a bag. I'm useless, but not for long. The future is coming on" de la canción Clint Eastwood de Gorillaz.

## Posicionamiento en listas y certificaciones
| Listas (2001)                         | Mejor posición |
| ------------------------------------- | -------------- |
| Alemania (Offizielle Deutsche Charts) | 2              |
| Australia (ARIA)                      | 17             |
| Austria (Ö3 Austria Top 40)           | 2              |
| Bélgica (Flandes) (Ultratop 50)       | 21             |
| Bélgica (Valonia) (Ultratop 50)       | 11             |
| Brasil (Top 20)                       | 10             |
| Canadá (Canadian Singles Chart)       | 2              |
| Dinamarca (Danish Singles Chart)      | 16             |
| México (AMPROFON)                     | 4              |
| Estados Unidos (Billboard Hot 100)    | 57             |
| Estados Unidos (Modern Rock Tracks)   | 3              |
| Estados Unidos (Mainstream Top 40)    | 32             |
| Eurochart Hot 100                     | 5              |
| Francia (SNEP)                        | 17             |
| Grecia (IFPI)                         | 10             |
| Irlanda (IRMA)                        | 5              |
| Italia (FIMI)                         | 1              |
| Noruega (VG-lista)                    | 13             |
| Nueva Zelanda (Recorded Music NZ)     | 12             |
| Países Bajos (Dutch Top 40)           | 27             |
| Polonia (ZPAV)                        | 10             |
| Portugal (AFP)                        | 4              |
| Reino Unido (UK Singles Chart)        | 4              |
| Suecia (Sverigetopplistan)            | 7              |
| Suiza (Schweizer Hitparade)           | 3              |

| País           | Lista (2001)               | Posición |
| -------------- | -------------------------- | -------- |
| Alemania       | Offizielle Deutsche Charts | 14       |
| Australia      | ARIA Singles Chart         | 74       |
| Austria        | Austrian Singles Chart     | 15       |
| Bélgica        | Ultratop valona            | 45       |
| Estados Unidos | Modern Rock Tracks         | 21       |
| Europa         | Eurochart Hot 100          | 16       |
| Francia        | SNEP Charts                | 47       |
| Irlanda        | Irish Singles Chart        | 32       |
| Italia         | Italian Singles Chart      | 14       |
| Reino Unido    | UK Singles Chart           | 12       |
| Suecia         | Hitlistan                  | 42       |
| Suiza          | Schweizer Hitparade        | 18       |

### Certificaciones
| País          | Organismo certificador | Certificación | Ref.   |
| ------------- | ---------------------- | ------------- | ------ |
| Alemania      | BVMI                   | Oro           | [ 41 ] |
| Australia     | ARIA                   | Oro           | [ 42 ] |
| Austria       | IFPI (Austria)         | Oro           | [ 43 ] |
| Canadá        | Music Canada           | 3× Platino    | [ 44 ] |
| Dinamarca     | IFPI (Dinamarca)       | Oro           | [ 45 ] |
| Francia       | SNEP                   | Oro           | [ 46 ] |
| Italia        | FIMI                   | Oro           | [ 47 ] |
| Nueva Zelanda | RMNZ                   | Oro           | [ 48 ] |
| Reino Unido   | BPI                    | 2× Platino    | [ 49 ] |
| Suecia        | GLF                    | Oro           | [ 50 ] |
| Suiza         | IFPI (Suiza)           | Oro           | [ 51 ] |

## Sucesión en listas
| Anterior: «Me Gustas Tú» de Manu Chao | FIMI — Sencillo Nro 1 11 de mayo de 2001 — 18 de mayo de 2001 | Siguiente: «It's Raining Men» de Geri Halliwell |